# Mizmar
Mizmar, auch mizmar baladi, muzmar, zamr arabisch مزمار, DMG mizmār, Plural mazāmīr, bezeichnet allgemein ein in der arabischen Volksmusik gespieltes Blasinstrument mit Einfach- oder Doppelrohrblatt. Im überwiegenden, engeren Sinn ist mizmar eine einfache Kegeloboe, die in der traditionellen ägyptischen Musik verwendet wird.

## Verbreitung
Die mizmar ist mit den im persischen Raum entstandenen Holzblasinstrumenten vom Typ surnai verwandt, die sich in weiten Teilen Asiens verbreitet haben. Typisch für die meisten Oboen in der volkstümlichen Musik im arabischen und asiatischen Raum ist das Zusammenspiel von zwei Blasinstrumenten und einer Trommel. In der türkischen Musik ergänzen sich eine zurna und eine Zylindertrommel davul. Das Wort mizmar geht auf die semitische Konsonantenwurzel z-m-r zurück und ist mit zamara, zamer, zummara und nzumari verwandt.

## Bauform und Spielweise

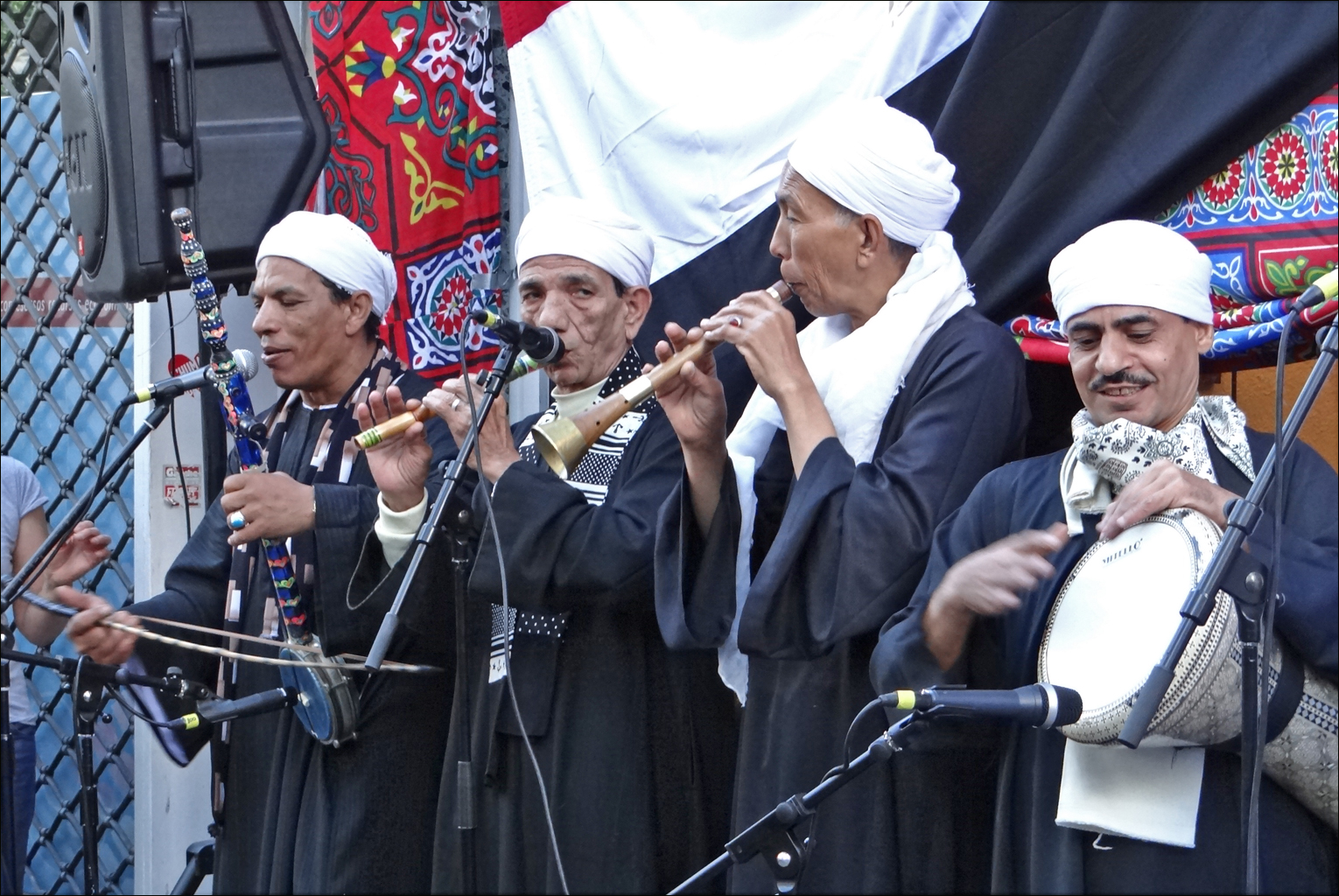
Ägyptische Musikgruppe mit einer Spießgeige rababa, einer Längsflöte nay, einer mizmar und einer Bechertrommel darbuka

Der einteilige Korpus besteht aus einem konisch gedrechselten Stück Holz, das innen ausgebohrt und mit sieben bis zehn Grifflöchern an der Ober- und einem Daumenloch an der Unterseite versehen ist. Traditionell wird in Ägypten Aprikosenholz (mišmiš) verwendet, bei neueren Instrumenten kann der Schalltrichter aus Metall sein. 
Es werden drei Größen unterschieden: Die sibs ist mit 28 bis 30 cm Länge und einem Rohrinnendurchmesser von 1,4 cm die kleinste und am höchsten tönende Oboe. Sie teilt sich die Melodieführung mit der mittelgroßen, 36 bis 40 cm langen und eine Oktave tieferen chalabiya, deren Rohrinnendurchmesser 1,6 bis 1,9 cm beträgt. Die lange telt oder qabak (58 bis 61 cm; innen 1,7 cm) produziert einen tiefen Bordunton. 
Die mizmar wird mit Zirkularatmung gespielt. Sie erzeugt einen durchdringenden nasalen Klang und wird – wie am Namenszusatz baladi („ländlich“, „volkstümlich“, „heimatlich“) erkennbar – ausschließlich in der Volksmusik verwendet. In Ägypten zählt hierzu unter anderem die Baladi-Musik. In einer typischen Musikgruppe, die bei Tanzveranstaltungen und Hochzeiten auftritt, spielen drei gleiche chalabiya zusammen mit einer zweifelligen, zylindrischen Trommel (tabl baladi). Wegen der mehrstimmigen Melodieführung werden nie weniger als drei mazāmīr eingesetzt. Bei seltener größerer Besetzung kommen eine vierte mizmar und eine Handpauke (naqrazan) hinzu. Wird bei großen Festen oder Hochzeiten zu später Stunde eine besonders durchdringende Musik benötigt, wechseln die Musiker zu einer kleinen sibs und zwei großen qabak. Die Bezeichnung sibs bezieht sich nicht auf das kleine Instrument, sondern auf die hoch tönende Funktion innerhalb des Orchesters. Auch wenn mehrere Flöten (offene Längsflöte nay oder Kerbflöte schabbaba) zusammenspielen, wird die kleinste Flöte sibs genannt.
Zu den orientalischen Tänzen (raqs), die von Mizmar-Baladi-Orchestern begleitet werden, gehören in Ägypten ein Frauentanz (raqs al-baladi) und ein Stocktanz der Männer (raqs al-assaya), auch saidi genannt, und ein Krugtanz (raqs al-juzur) der Frauen in Tunesien. Die Orchester sorgen für die musikalische Begrüßung der Gäste (salām), spielen des Weiteren bei Prozessionen oder zur Begleitung dressierter tanzender Pferde.
Bei der Ghawazi-Musik spielen mizmar, Trommel und die Spießlaute rababa zusammen. Die mizmar sollte nicht mit der ägyptischen Doppelrohrpfeife midschwiz verwechselt werden.